# 类十字园蛛
类十字园蛛（学名：Araneus diadematoides）为园蛛科园蛛属的动物。在中国大陆，分布于山西、山东等地。该物种的模式产地在山西太谷、山东菖南。